# إرتوماكسوماب
إرتوماكسوماب هو جسم مضاد وحيد النسيلة مجانس (جرذي-فأري) طوّر لعلاج بعض أنواع الأورام. أوقفت فرزنيوس التجارب السريرية عليه في مرحلتها الثانية لاستخدامه في علاج سرطان الثدي بعد النتائج التي تحققت في ترازتوزوماب.